# نصرت‌الله اسدی لنگرودی
نصرت‌الله اسدی لنگرودی (۱۲۹۶لنگرود- ۱۳۸۲ تهران) نماینده مردم رودسر در دوره ۲۳ مجلس شورای ملی ، مشاور وزیر کشاورزی و عضو لژ فراماسونری صفا بود.

## خانواده و تحصیلات
نصرت‌الله اسدی لنگرودی متولد ۱۲۹۶ در لنگرودبود و تحصیلات ابتدایی و متوسط را در رشت به پایان برد. او لیسانس خود را در رشته مهندسی کشاورزی از دانشکده کشاورزی کرج اخذ کرد.

## فعالیتهای ادرای و سیاسی
نصرت‌الله اسدی پس از فارغ‌التحصیلی به استخدام وزارت کشاورزی درآمده و مناصبی مانند: ریاست جنگلبانی گیلان و مازندران، مدیر کل بازرسی و نظارت، مشاور وزارت کشاورزی، سرپرست سازمان اصلاحات ارضی، معاونت وزارت اصلاحات و تعاون روستایی، معاونت پارلمانی وزارت تعاون و امور روستایی، مشاور وزیر کشاورزی را عهدار می‌شود.
نصرت‌الله لنگرودی از اعضای لژ فراماسونری صفا بوده و در دوره ۲۳ مجلس شورای ملی از رودسر به نمایندگی مجلس انتخاب می‌شود.
وی در سال ۱۳۵۸ با سمت مشاور وزیر کشاورزی بازنشسته شده و در آذر ماه ۱۳۸۲ در تهران فوت کرد.